# Wasquehal – Hôtel de Ville
Wasquehal – Hôtel de Ville – stacja metra w Lille, położona na linii 2. Znajduje się w miejscowości Wasquehal. Stacja obsługuje merostwo gminy.
Została oficjalnie otwarta 18 sierpnia 1999.